# Well Oiled (Hash Jar Tempo)
Well Oiled è un album degli Hash Jar Tempo pubblicato il 18 marzo 1997. Trattasi di una suite improvvisata, registrata il 26 marzo 1995 e composta da soli brani senza titolo. 

## Tracce
1. (Senza titolo) – 13:34
2. (Senza titolo) – 1:58
3. (Senza titolo) – 13:04
4. (Senza titolo) – 11:10
5. (Senza titolo) – 13:49
6. (Senza titolo) – 18:44
7. (Senza titolo) – 6:00